# Takahiro Sasaki
Takahiro Sasaki (Tokio, 25 september 1974) is een voormalig Japans voetballer.

## Carrière
Takahiro Sasaki speelde tussen 1997 en 1998 voor Cerezo Osaka.